# Святой Апостол Павел (аэропорт)
Охридский аэропорт «Святой Апостол Павел» (макед. Аеродром Охрид "Св. Апостол Павле"), также известный как Аэропорт Охрида (макед. Аеродром Охрид) — аэропорт, расположенный в Северной Македонии в 9 км на северо-запад от Охрида и 145 км на юго-запад от Скопье (2 часа поездки на автобусе) на дороге Охрид — Кичево — Скопье. Является вторым аэропортом Северной Македонии по размеру, уступая только аэропорту «Скопье».

## История
Аэропорт Охрида был открыт в 1952 году ещё во время существования СР Македонии в составе Социалистической Югославии. Он располагался тогда между селениями Горенци и Оровник. Изначально в наличии была одна 900-метровая взлётно-посадочная полоса. Первый международный рейс был совершён 5 июля 1953. В 2004 году была завершена последняя реконструкция аэропорта, когда была установлена новая система освещения.
В 2008 году правительство Республики Македония заключило контракт с турецкой авиакомпанией Tepe Akfen Ventures на 20 лет по обслуживанию аэропортов Охрида и Скопье, а также дальнейшей модернизации. В дальнейшем планируется построить новый терминал в аэропорту Охрида и улучшить VIP-секции, также в рамках этой программы планируется расширить аэропорт Скопье и построить третий аэропорт в городе Штип. Стоимость всего проекта составляет 200 миллионов евро

## Возможности
Аэропорт может принимать как маленькие самолёты, так и лайнеры размеров выше среднего. Площадка рассчитана максимум на 9 самолётов, терминал может принимать до 400 тысяч пассажиров ежегодно. В аэропорту есть справочный отдел, ресторан, магазин duty-free и VIP-клуб для отдыха.

## Статистика
Число пассажиров по годам:
| Год                        | Пассажиров | Изменение |
| -------------------------- | ---------- | --------- |
| 1990                       | 67 811     |           |
| 1991                       | 60 440     | ▼10,9 %   |
| 1992                       | 34 344     | ▼43,2 %   |
| 1993                       | 48 022     | ▲39,8 %   |
| 1994                       | 18 681     | ▼61,1 %   |
| 1995                       | 39 270     | ▲110,2 %  |
| 1996                       | 104 229    | ▲165,4 %  |
| 1997                       | 42 544     | ▼59,2 %   |
| 1998                       | 55 417     | ▲30,3 %   |
| 1999                       | 74 497     | ▲34,4 %   |
| 2000                       | 65 941     | ▼11,5 %   |
| 2001                       | 53 954     | ▼18,2 %   |
| 2002                       | 60 209     | ▲11,6 %   |
| 2003                       | 51 082     | ▼15,5 %   |
| 2004                       | 32 309     | ▼36,8 %   |
| 2005                       | 53 901     | ▲66,8 %   |
| 2006                       | 50 336     | ▼6,6 %    |
| 2007                       | 45 515     | ▼9,6 %    |
| 2008                       | 44 413     | ▼2,4 %    |
| 2009                       | 33 873     | ▼23,7 %   |
| 2010                       | 14 095     | ▼58,4 %   |
| 2011                       | 78 246     | ▲455,1 %  |
| 2012                       | 84 736     | ▲8,3 %    |
| 2013                       | 83 060     | ▼2,0 %    |
| 2014                       | 69 984     | ▼15,7 %   |
| 2015                       | 107 916    | ▲54,2 %   |
| 2016 (1 января — 31 марта) | 11 903     | ▲161,1 %  |

## Наземные перевозки
Между аэропортом и городом совершает перевозки пассажиров автобус, выезжающий по средам и воскресеньям. Расписание автобуса определяется рейсами авиакомпании Wizzair как в Базель и Лондон, так и из этих городов.

## Происшествия
- 20 ноября 1993 недалеко от аэропорта Охрида разбился самолёт Як-42[4], совершавший перелёт из Женевы в Скопье. Самолёт из-за плохих погодных условий вынужден был садиться в Охриде[5], но врезался в гору Трояни. Причиной стала ошибка экипажа, который неправильно понял указания диспетчера. Погибли 124 человека, в том числе 8 членов экипажа[6]. Один из пассажиров выжил в момент аварии, но скончался спустя 11 дней в госпитале, не приходя в сознание[7].